# Idku-See
Der Idku (arabisch بحيرة إدكو, DMG Buḥairat Idkū, im Altertum als Kanopike Limne bezeichnet) ist ein See in Ägypten mit einer Fläche von 62,78 Quadratkilometern.

## Lage
Er ist gehört zu den fünf großen Küstenseen Ägyptens, wobei er einer der nördlichsten ist. Diese Küstenseen zeichnen sich durch geringe Tiefen und das Vorhandensein von Brackwasser aus.
Der Idku-See liegt östlich der Stadt Idku und wird zum Ausüben von Angeln und Wassersport besucht. Da es viele Vogelarten gibt, ist er bei Ornithologen beliebt.

## Verschmutzung
Wie der Burullus-See und der Manzala-See ist der Idku-See durch den direkten Zufluss von landwirtschaftliche Kanalisation mit Düngemitteln und Pestiziden, unbehandelte Industrieabwässern aus verschiedenen Fabriken sowie unbehandelten häuslichen Abwässern mit erheblicher Umweltverschmutzung konfrontiert. Die Verschmutzung geht auf die frühen 1990er-Jahre zurück. Dies wurde durch die ägyptische Umweltbehörde (EEAA) im Jahr 2000 ausführlich beschrieben. Das angrenzende Gebiet Ashtum El Gamil wurde infolgedessen durch das Dekret 459/1988 des ägyptischen Premierministers als Naturschutzgebiet ausgewiesen.